# Autostrada A12 (Niemcy)

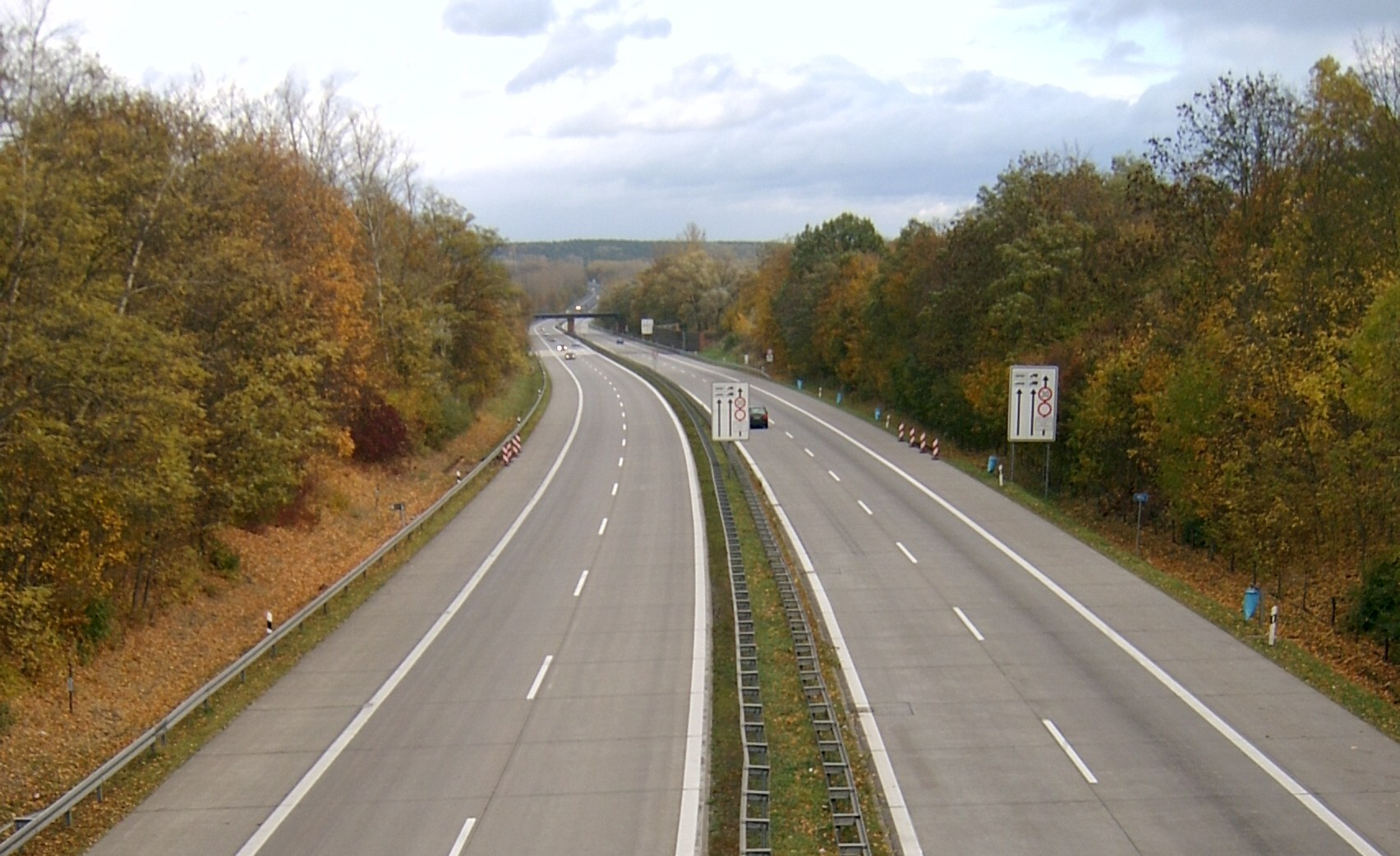
Autostrada A12 we Frankfurcie nad Odrą, widok w kierunku granicy polsko-niemieckiej

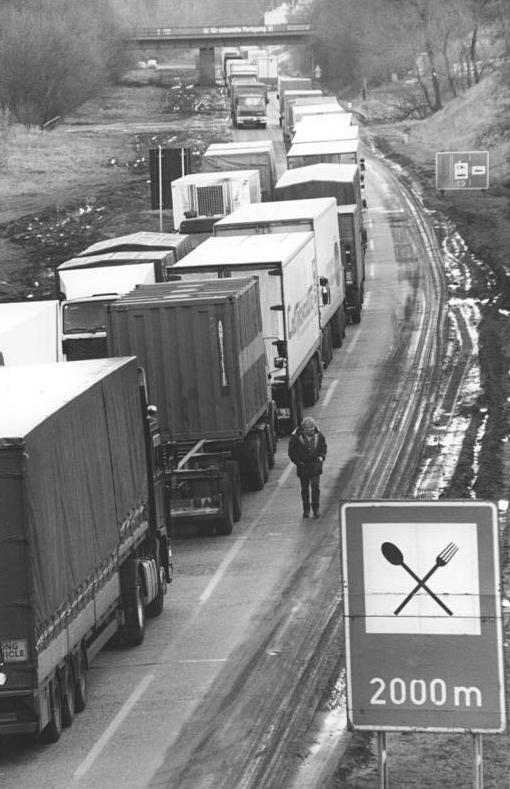
Jednojezdniowy odcinek autostrady we Frankfurcie nad Odrą (1990)

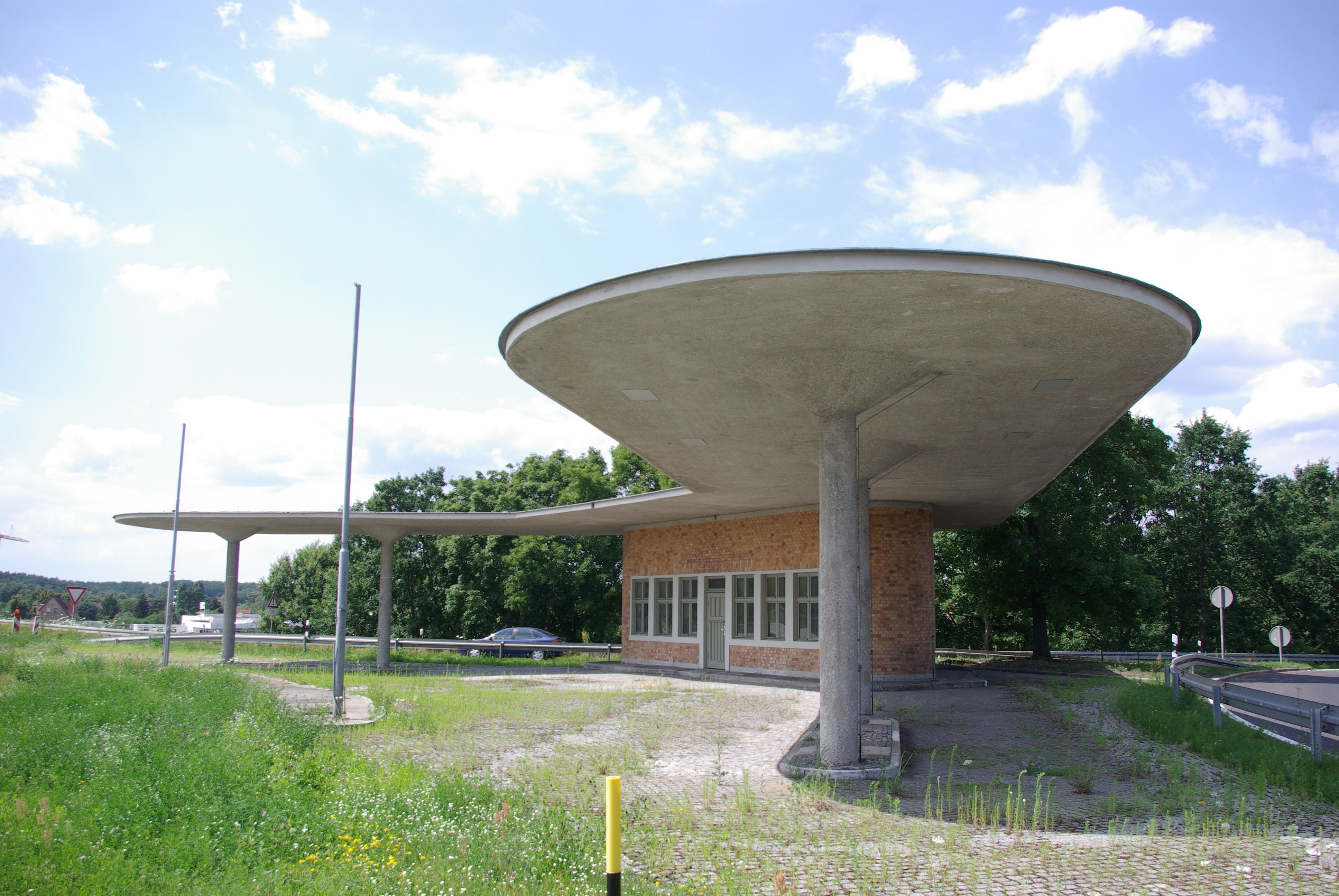
Stacja paliw z 1937 r. w Fürstenwalde

Autostrada federalna A12 (niem. Bundesautobahn 12 (BAB 12), Autobahn 12 (A12)) – autostrada w Niemczech łącząca Berlin z Frankfurtem nad Odrą, gdzie przekracza granicę i łączy się z polską drogą krajową nr 2 (w przyszłości autostradą A2). Jest częścią szlaku europejskiego E30 (Berlin – Poznań – Warszawa – Mińsk – Moskwa). Odcinek Dreieck Spreeau – Frankfurt otwarto dla ruchu w 1937. Odcinek do granicy został otwarty w 1957, jednak jako droga jednojezdniowa. Druga jezdnia powstała dopiero w 1992.
W czasach NRD posiadała oznaczenie A3, które istniało jedynie dla potrzeb administracyjnych, przez co nie umieszczano go na drogowskazach. Była także jedną z dróg tranzytowych kraju.
9 października 2014, w 25. rocznicę demonstracji z 1989 r. w Lipsku autostrada A12 otrzymała oficjalnie nazwę Autostrady Wolności (niem. Autobahn der Freiheit). Tablica informacyjna o nazwie drogi została zainstalowana w pobliżu węzła Frankfurt (Oder)–Mitte.
Na węźle Fürstenwalde-West znajduje się zabytkowa stacja paliw z 1937 r..